# Henri Frankfort
Henri Frankfort, född 24 februari 1897 i Amsterdam, död 16 juli 1954 i London, var en nederländsk-amerikansk arkeolog.
Henri Frankfort blev professor vid universitetet i Chicago 1929 och var en av samtidens främsta orientaliska arkeologer, främst känd som ledare för de av Oriental Institute of Chicago organiserade betydelsefulla utgrävningarna i Tell Asmar och Chafadjer. Bland hans skrifter märks Studies in the early pottery of the near East (2 band, 1924–1927), Archeology and the Sumerian problem (1932), Cylinder seals (1939), Kingship and the gods (1948) och Ancient Egyptian religion (1948).